# Mieczysław Michałowicz (Geiger)
Mieczysław Michałowicz, auch Menasze Michajłowicz (* 17. Juni 1872 in Melitopol; † nach 1935), war ein polnischer Geiger und Musikpädagoge.
Michałowicz begann seine Ausbildung bei Stanisław Barcewicz in Warschau und setzte sie am Sankt Petersburger Konservatorium bei Leopold Auer fort. Nach seiner Rückkehr unterrichtete er Geige und Kammermusik am Warschauer Konservatorium. Zu seinen Schülern zählten Bronisław Huberman, Szymon Goldberg, Roman Totenberg, Henryk Szeryng, Josef Hassid und Ida Haendel. 1935 war er Juror beim Ersten Henry-Wieniawski-Violinwettbewerb in Warschau. Über sein weiteres Leben ist nichts bekannt; mutmaßlich fiel er dem Holocaust zum Opfer.